# Trifolium plebeium
Trifolium plebeium är en ärtväxtart som beskrevs av Pierre Edmond Boissier. Trifolium plebeium ingår i släktet klövrar, och familjen ärtväxter. Inga underarter finns listade i Catalogue of Life.